# Недільський Василь Васильович
Василь Васильович Недільський (19 квітня 1982, с. Гиновичі, Тернопільська область — 9 липня 2022, м. Часів Яр, Донецька область) — український військовослужбовець, молодший сержант 24 ОМБр Збройних сил України, учасник російсько-української війни. Кавалер ордена «За мужність» III ступеня (2023, посмертно).

## Життєпис
Василь Недільський народився 19 квітня 1982 року в селі Гиновичі, нині Бережанської громади Тернопільського району Тернопільської области України.
Служив в 24-й окремій механізованій бригаді. Загинув 9 липня 2022 року в м. Часів Яр на Донеччині.
Похований 20 липня 2022 року в родинному селі.

## Нагороди
- орден «За мужність» III ступеня (9 січня 2023, посмертно) — за особисту мужність і самовідданість, виявлені у захисті державного суверенітету та територіальної цілісності України, вірність військовій присязі[1].